# Alison Sweeney
Alison Ann Sweeney, född 19 september 1976 i Los Angeles, Kalifornien, är en amerikansk skådespelare och programledare.
Mest känd som Sami (Samantha) Brady i Våra bästa år (Days of Our Lives). Hon har medverkat i Våra bästa år sedan 22 januari 1993. Under denna tid i rollen som Sami Brady har hon vunnit fyra Soap Opera Digest Awards. 
Hon är även känd för att vara programledare för Biggest Loser. År 2007 blev hon programledare för Biggest Loser och lämnade serien år 2015.